# Gran Premio de Aragón de Motociclismo de 2010
El Gran Premio de Aragón de Motociclismo de 2010 fue la decimotercera prueba del Campeonato del Mundo de Motociclismo de 2010. Tuvo lugar en el fin de semana del 17 al 19 de septiembre de 2010 en el MotorLand Aragón, situado en la localidad de Alcañiz, Provincia de Teruel, Aragón, España. La carrera de MotoGP fue ganada por Casey Stoner, seguido de Dani Pedrosa y Nicky Hayden. Andrea Iannone ganó la prueba de Moto2, por delante de Julián Simón y Gábor Talmácsi. La carrera de 125cc fue ganada por Pol Espargaró, Nicolás Terol fue segundo y Bradley Smith tercero.

## Resultados

### Resultados MotoGP
| Pos.    | N.º | Piloto           | Constructor | Vueltas | Tiempo    | Parrilla | Pts. |
| ------- | --- | ---------------- | ----------- | ------- | --------- | -------- | ---- |
| 1       | 27  | Casey Stoner     | Ducati      | 23      | 42:16.530 | 1        | 25   |
| 2       | 26  | Dani Pedrosa     | Honda       | 23      | +5.148    | 3        | 20   |
| 3       | 69  | Nicky Hayden     | Ducati      | 23      | +9.496    | 4        | 16   |
| 4       | 99  | Jorge Lorenzo    | Yamaha      | 23      | +9.580    | 2        | 13   |
| 5       | 11  | Ben Spies        | Yamaha      | 23      | +13.771   | 5        | 11   |
| 6       | 46  | Valentino Rossi  | Yamaha      | 23      | +27.330   | 7        | 10   |
| 7       | 58  | Marco Simoncelli | Honda       | 23      | +28.511   | 9        | 9    |
| 8       | 19  | Álvaro Bautista  | Suzuki      | 23      | +35.254   | 12       | 8    |
| 9       | 33  | Marco Melandri   | Honda       | 23      | +35.393   | 14       | 7    |
| 10      | 41  | Aleix Espargaró  | Ducati      | 23      | +35.467   | 13       | 6    |
| 11      | 40  | Héctor Barberá   | Ducati      | 23      | +35.522   | 10       | 5    |
| 12      | 5   | Colin Edwards    | Yamaha      | 23      | +45.360   | 11       | 4    |
| 13      | 7   | Hiroshi Aoyama   | Honda       | 23      | +48.319   | 15       | 3    |
| 14      | 36  | Mika Kallio      | Ducati      | 23      | +58.047   | 16       | 2    |
| Ret     | 4   | Andrea Dovizioso | Honda       | 22      | Caídae    | 8        |      |
| Ret     | 14  | Randy de Puniet  | Honda       | 15      | Caídae    | 6        |      |
| Fuente: |     |                  |             |         |           |          |      |

Notas:
- Pole Position :  Casey Stoner, 1:48.942
- Vuelta Rápida :  Dani Pedrosa, 1:49.521

### Resultados Moto2
| Pos.    | N.º | Piloto              | Constructor | Vueltas | Tiempo    | Parrilla | Pts. |
| ------- | --- | ------------------- | ----------- | ------- | --------- | -------- | ---- |
| 1       | 29  | Andrea Iannone      | Speed Up    | 21      | 40:33.264 | 1        | 25   |
| 2       | 60  | Julián Simón        | Suter       | 21      | +6.203    | 4        | 20   |
| 3       | 2   | Gábor Talmácsi      | Speed Up    | 21      | +6.276    | 7        | 16   |
| 4       | 24  | Toni Elías          | Moriwaki    | 21      | +7.123    | 12       | 13   |
| 5       | 3   | Simone Corsi        | MotoBi      | 21      | +9.160    | 5        | 11   |
| 6       | 16  | Jules Cluzel        | Suter       | 21      | +12.881   | 14       | 10   |
| 7       | 77  | Dominique Aegerter  | Suter       | 21      | +12.987   | 11       | 9    |
| 8       | 45  | Scott Redding       | Suter       | 21      | +18.881   | 2        | 8    |
| 9       | 65  | Stefan Bradl        | Suter       | 21      | +20.893   | 9        | 7    |
| 10      | 12  | Thomas Lüthi        | Moriwaki    | 21      | +21.171   | 20       | 6    |
| 11      | 71  | Claudio Corti       | Suter       | 21      | +21.426   | 6        | 5    |
| 12      | 72  | Yuki Takahashi      | Tech 3      | 21      | +21.978   | 26       | 4    |
| 13      | 63  | Mike di Meglio      | Suter       | 21      | +22.171   | 15       | 3    |
| 14      | 51  | Michele Pirro       | Moriwaki    | 21      | +24.747   | 8        | 2    |
| 15      | 14  | Ratthapark Wilairot | Bimota      | 21      | +30.452   | 21       | 1    |
| 16      | 43  | Román Ramos         | MIR Racing  | 21      | +31.716   | 29       |      |
| 17      | 55  | Héctor Faubel       | Suter       | 21      | +33.594   | 19       |      |
| 18      | 17  | Karel Abrahám       | FTR         | 21      | +33.801   | 22       |      |
| 19      | 44  | Roberto Rolfo       | Suter       | 21      | +37.621   | 23       |      |
| 20      | 40  | Sergio Gadea        | Pons Kalex  | 21      | +39.428   | 25       |      |
| 21      | 8   | Anthony West        | MZ-RE Honda | 21      | +43.799   | 28       |      |
| 22      | 6   | Alex Debón          | FTR         | 21      | +44.855   | 27       |      |
| 23      | 64  | Santiago Hernández  | Moriwaki    | 21      | +45.164   | 31       |      |
| 24      | 88  | Yannick Guerra      | Moriwaki    | 21      | +59.926   | 38       |      |
| 25      | 28  | Kazuki Watanabe     | Suter       | 21      | +1:11.176 | 40       |      |
| 26      | 59  | Niccolò Canepa      | Bimota      | 21      | +1:11.208 | 36       |      |
| 27      | 53  | Valentin Debise     | ADV         | 21      | +1:11.364 | 33       |      |
| 28      | 5   | Joan Olivé          | Promoharris | 21      | +1:22.224 | 39       |      |
| Ret     | 80  | Axel Pons           | Pons Kalex  | 13      | Caídae    | 30       |      |
| Ret     | 95  | Mashel Al Naimi     | BQR-Moto2   | 12      | Caídae    | 34       |      |
| Ret     | 9   | Kenny Noyes         | Promoharris | 12      | Retirado  | 35       |      |
| Ret     | 35  | Raffaele de Rosa    | Tech 3      | 10      | Caídae    | 10       |      |
| Ret     | 75  | Mattia Pasini       | Suter       | 9       | Retirado  | 24       |      |
| Ret     | 39  | Robertino Pietri    | Suter       | 8       | Caídae    | 37       |      |
| Ret     | 15  | Alex de Angelis     | MotoBi      | 6       | Caídae    | 3        |      |
| Ret     | 54  | Kev Coghlan         | FTR         | 1       | Retirado  | 13       |      |
| Ret     | 10  | Fonsi Nieto         | Moriwaki    | 0       | Colisión  | 32       |      |
| Ret     | 25  | Alex Baldolini      | I.C.P.      | 0       | Colisión  | 17       |      |
| Ret     | 4   | Ricky Cardús        | Bimota      | 0       | Colisión  | 18       |      |
| Ret     | 68  | Yonny Hernández     | BQR-Moto2   | 0       | Colisión  | 16       |      |
| Fuente: |     |                     |             |         |           |          |      |

Notas:
- Pole Position :  Andrea Iannone, 1:55.148
- Vuelta Rápida :  Andrea Iannone, 1:55.003

### Resultados 125cc
Randy Krummenacher vio la bandera negra por chocar en la primera vuelta y tirar a Marc Márquez en el proceso. Los comisarios de la carrera considerarón un accidente intencional y posteriormente lo descalificaron.
| Pos.    | N.º | Piloto              | Constructor | Vueltas | Tiempo               | Parrilla | Pts. |
| ------- | --- | ------------------- | ----------- | ------- | -------------------- | -------- | ---- |
| 1       | 44  | Pol Espargaró       | Derbi       | 19      | 38:14.248            | 5        | 25   |
| 2       | 40  | Nicolás Terol       | Aprilia     | 19      | +0.050               | 3        | 20   |
| 3       | 38  | Bradley Smith       | Aprilia     | 19      | +9.460               | 6        | 16   |
| 4       | 7   | Efrén Vázquez       | Derbi       | 19      | +15.999              | 4        | 13   |
| 5       | 11  | Sandro Cortese      | Derbi       | 19      | +18.396              | 2        | 11   |
| 6       | 71  | Tomoyoshi Koyama    | Aprilia     | 19      | +18.967              | 10       | 10   |
| 7       | 12  | Esteve Rabat        | Aprilia     | 19      | +25.971              | 11       | 9    |
| 8       | 94  | Jonas Folger        | Aprilia     | 19      | +26.129              | 9        | 8    |
| 9       | 99  | Danny Webb          | Aprilia     | 19      | +39.717              | 12       | 7    |
| 10      | 39  | Luis Salom          | Aprilia     | 19      | +42.719              | 13       | 6    |
| 11      | 26  | Adrián Martín       | Aprilia     | 19      | +48.635              | 14       | 5    |
| 12      | 14  | Johann Zarco        | Aprilia     | 19      | +56.065              | 8        | 4    |
| 13      | 78  | Marcel Schrötter    | Honda       | 19      | +1:01.926            | 19       | 3    |
| 14      | 84  | Jakub Kornfeil      | Aprilia     | 19      | +1:02.020            | 18       | 2    |
| 15      | 50  | Sturla Fagerhaug    | Aprilia     | 19      | +1:15.030            | 24       | 1    |
| 16      | 63  | Zulfahmi Khairuddin | Aprilia     | 19      | +1:18.689            | 15       |      |
| 17      | 23  | Alberto Moncayo     | Aprilia     | 19      | +1:18.852            | 16       |      |
| 18      | 72  | Marco Ravaioli      | Lambretta   | 19      | +1:36.185            | 28       |      |
| 19      | 58  | Joan Perello        | Honda       | 19      | +1:54.278            | 25       |      |
| 20      | 37  | Robin Barbosa       | Aprilia     | 19      | +1:54.564            | 26       |      |
| 21      | 27  | Alejandro Pardo     | Aprilia     | 18      | +1 vuelta            | 29       |      |
| 22      | 28  | Josep Rodríguez     | Aprilia     | 18      | +1 vuelta            | 20       |      |
| Ret     | 15  | Simone Grotzkyj     | Aprilia     | 15      | Retirado             | 21       |      |
| Ret     | 69  | Louis Rossi         | Aprilia     | 13      | Retirado             | 22       |      |
| Ret     | 16  | Pedro Rodríguez     | Aprilia     | 11      | Retirado             | 23       |      |
| Ret     | 56  | Peter Sebestyén     | Aprilia     | 10      | Retirado             | 27       |      |
| Ret     | 53  | Jasper Iwema        | Aprilia     | 8       | Retirado             | 17       |      |
| Ret     | 86  | Kevin Hanus         | Honda       | 0       | Caídae               | 30       |      |
| Ret     | 93  | Marc Márquez        | Derbi       | 0       | Colisión             | 1        |      |
| DSQ     | 35  | Randy Krummenacher  | Aprilia     |         | Provocó un accidente | 7        |      |
| DNS     | 55  | Isaac Viñales       | Lambretta   |         | No participó         |          |      |
| Fuente: |     |                     |             |         |                      |          |      |

Notas:
- Pole Position :  Marc Márquez, 1:59.335
- Vuelta Rápida :  Pol Espargaró, 1:59.509